# Света Богородица Скоропослушница (Дохиар)
„Света Богородица Скоропослушница“ (на гръцки: Παναγία Γοργοϋπήκοος) е православна църква в светогорския манастир Дохиар, Гърция.

## Местоположение
Параклисът е разположен в комплекса от постройки в западната част на манастира, вляво от коридора, водещ към трапезарията.

## Архитектура
В архитектурно отношение представлява малък куполен храм. Това е единственият от параклисите на Дохиар, който има стенописи – датиращи от 1744 година. В храма има и ценен резбован иконостас от 1760 година.